# Dorothee Grokenberger
Dorothee Grokenberger, verheiratete Carstens-Grokenberger (* 25. Januar 1916; † 25. Mai 2011), war eine deutsche Romanistin, Lusitanistin und Übersetzerin.

## Leben
Grokenberger studierte Romanistik und wurde mit einer Arbeit zum Volksrätsel der Romanen 1942 an der Universität München promoviert. Sie zeichnete sich durch zahlreiche Übersetzungsarbeiten aus dem Portugiesischen und Spanischen ins Deutsche aus und habilitierte sich als erste Frau in der Philosophischen Fakultät der Universität München. Später arbeitete Dorothee Carstens-Grokenberger dort als Professorin für Romanische Philologie.
Im Jahr 1961 veröffentlichte sie eine Edition von Livre des Trois Vertus, ein 1405 erstmals veröffentlichter Ratgeber für Frauen von Christine de Pizan, in portugiesischer Übersetzung aus dem 15. Jahrhundert und verfasste dazu eine längere Einleitung in deutscher Sprache.

## Schriften (Auswahl)
- Studien zum Volksrätsel der Romanen. Mit besonderer Berücksichtigung der bildhaften Elemente. Phil. Diss. München 1942.
- (Übersetzerin) Bernardim Ribeiro: História de Menina e moça. Livraria Studium, Lisboa 1947.
- (Übersetzerin) Bertrand Lembezat: Eve noire. Reich, München 1953.
- (Übersetzerin) Frederic P. Marjay: Portugal. Reich, München 1953.
- (Herausgeberin) Christine de Pisan: »Buch von den drei Tugenden« in portugiesischer Übersetzung. Aschendorff, Münster 1961.
- (Übersetzerin mit Nora Wiedenmann): Pedro Calderón de la Barca: El garrote más bien dado o El alcalde de Zalamea [= Durch die Würgschraube wohlverdient hingerichtet oder Der Schultheiß von Zalamea]. Praesens, Wien 2007, ISBN 3-7069-0423-3.